# Abdelkebir Khatibi
Abdelkebir Khatibi (arabisch عبد الكبير الخطيبي, DMG ʿAbd al-Kabīr Ḫaṭībī, geb. 11. Februar 1938; gest. 16. März 2009) war ein produktiver marokkanischer Literaturkritiker, Romanautor, Philosoph, Dramatiker, Dichter und Soziologe. In seinen späten Zwanzigern vom rebellischen Geist der Gegenkultur der 1960er Jahre erfasst, stellte er in seinen Schriften die sozialen und politischen Normen in Frage, auf denen die Länder der Maghreb-Region aufbauten. Seine Aufsatzsammlung Maghreb pluriel ist eines seiner bemerkenswertesten Werke.

## Karriere
Khatibi wurde am 11. Februar 1938 in der Hafenstadt El Jadida am Atlantischen Ozean geboren. Im Alter von 12 Jahren begann er Gedichte in Arabisch und Französisch zu verfassen, die er an Radiosender und Zeitschriften schickte. Er erhielt seine Ausbildung im französischen kolonialen Schulsystem am Lycée Lyautey. Seinen Doktor in Soziologie erwarb er unter dem tunesischen Intellektuellen Albert Memmi an der Sorbonne in 1965. Seine Dissertation, Le Roman maghrébin (Der Maghrebinische Roman) untersucht die Frage, wie ein Romancier der Propaganda entgehen könne im Kontext einer postrevolutionären Gesellschaft und in der Folge wurde Bilan de la sociologie au Maroc (Bewertung der Soziologie betreffend Marokko) kurz nach den Pariser Frühlingsunruhen im Mai 1968 veröffentlicht.
Er lehrte an der Mohammed-V.-Universität in Rabat und arbeitete von 1966 bis zur Schließung des Instituts im Jahr 1970 als Direktor des Institut de sociologie. Er war Hauptherausgeber des Journals Bulletin économique et social du Maroc, welches er 1987 in Signes du présent umbenannte. Seine Essay-Sammlung Maghreb pluriel wurde 1983 veröffentlicht.
Er war Mitglied der Parti Communiste Marocain (PCM, الحزب الشيوعي المغربي‎) und beteiligte sich an der Studentenorganisation Union nationale des étudiants du Maroc.

## Spätere Jahre
In seinen späten Jahren litt Khatibi an einer chronischen Herz-Krankheit. Er verstarb in Rabat fünf Wochen nach seinem 71. Geburtstag. In der letzten Zeit seiner Krankheit sorgte Mohammed VI. persönlich für eine Überführung ins beste Krankenhaus Marokkos, das Sheikh Zayed Hospital.
Khatibi hinterließ seine Frau und zwei Kinder.

## Ehrungen
- 1977: Prix Broquette-Gonin für L’art calligraphique arabe.
- 1994: Prix du Rayonnement de la langue et de la littérature françaises.
- 1997: Prix Grand Atlas für Du Signe à l’image, le tapis marocain (mit Ali Amahan).
- 2008: Grand Prix SGDL de Poésie für sein Werk Poésie de l’aimance.

### Briefsammlungen
- Le même livre. (google books) Editions de l’Eclat. Mit Jacques Hassoun 1985. ISBN 978-2-905372-04-8

### Essays
- Le roman maghrébin. Éditions Maspero, Paris 1968.
- Vomito blanco: Le sionisme et la conscience mal-heureuse. Collection 10/18, 1974. (Weißes Erbrochenes: Zionismus und das Schlechte Gewissen.)
- La Blessure du nom propre. Éditions Denoël, Paris 1974. (Die Verwundung des Eigennamens)
- L’Art calligraphique arabe. Mit Mohamed Sijelmassi. Éditions du Chêne, Paris 1976.
- Maghreb pluriel. Éditions Denoël 1983.
  - Plural Maghreb: Writings on Postcolonialism. (engl.) übers.: Burcu Yalim. 2019.
- Figures de l’étranger dans la littérature française. (gallica.bnf.fr) Éditions Denoël, Paris 1987. ISBN 2-207-23358-8
- Ombres japonaises; précédé de, Nuits blanches. (google books) Fata Morgana 1988.
- Penser le Maghreb. SMER, Rabat 1993.
- Du signe à l’image: le tapis marocain. (google books) Mit Ali Amahan. Lak International 1995. ISBN 978-9981-871-05-2
- Le livre de l’aimance: proses artistiques. (google books) Marsam Editions, Rabat 1995. ISBN 978-9981-9723-3-9
- Civilisation de l’intersigne. Institut universitaire de la recherche scientifique, Rabat 1996.
- La langue de l’autre. Les Mains Secrètes 1999. ISBN 978-0-9665360-1-0
- Voeu de silence. (google books) Al Manar 2000.
- L’alternance et les partis politiques. (google books) Eddif, Casablanca 2000. ISBN 978-9981-09-036-1
- Jacques Derrida, en effet. (google books) Al Manar 2007.
- Le scribe et son ombre. (google books) La Différence, Paris 2008.

### Romane
- La Mémoire tatouée. (Tätowierte Erinnerung) 1971. ISBN 2-264-00220-4
  - Tattooed Memory. (google books) übers. Peter Thompson. Editions L’Harmattan 2016. ISBN 978-2-14-001415-4
- Le Livre du sang. (google books) (Das Buch des Blutes) Gallimard 1979. ISBN 978-2-07-028677-5
- De la mille et troisième nuit (Aus Tausend und Drei Nächten) 1980.
- Amour bilingue. (google books) (Liebe in zwei Sprachen) Fata Morgana 1983.
  - Love in Two Languages. übers. Richard Howard. University of Minnesota Press 1990. ISBN 978-0-8166-1780-7
- Un été à Stockholm (A Summer in Stockholm) Flamarion 1992. ISBN 2-08-066473-5
- Triptyque de Rabat (Rabat Triptych) (1993)

### Dramen
- La Mort des artistes (Der Tod der Artisten) 1964.
- Le Prophète voilé (Der verschleierte Prophet) 1979.

### Gedichte
- Le lutteur de classe à la manière taoïste. (Der Klassenkämpfer nach Daoistischer Manier) Sindbad, Paris 1979.
- De la mille et troisième nuit (Aus Tausendundrei Nächten) Éditions marocaines et internationales 1980.
- Dédicace à l'année qui vient. (Widmung für das kommende Jahr) Éditions Fata Morgana 1986.

### Soziologie
- Bilan de la sociologie au Maroc. Rabat 1968.
- Pouvoir et administration: études sur les élites maghrébines. CNRS, Paris 1970.
- Études sociologiques sur le Maroc. 1971.

### Sekundärliteratur
- Abdallah Memmes: Abdelkebir Khatibi: l’écriture de la dualité. (google books) L’Harmattan, Paris 1994. ISBN 978-2-7384-2010-7
- Hassan Wahbi: Les mots du monde: Khatibi et le récit. (google books) Université Ibnou Zohr, Agadir 1995.
- Rachida Saigh Bousta: Lecture des récits de Abdelkebir Khatibi: écriture, mémoire et imaginaire. Afrique Orient, Casablanca 1996. ISBN 978-9981-25-057-4
- Fatima Ahnouch: Abdelkébir Khatibi, la langue, la mémoire et le corps: l’articulation de l’imaginaire culturel. (google books) L’Harmattan, Paris 2004. ISBN 978-2-7475-6753-4
- Hassan Wahbi: Abdelkébir Khatibi, la fable de l’aimance. (google books) L’Harmattan, Paris 2009. ISBN 978-2-296-06680-9
- Nabil El Jabbar: L’oeuvre romanesque d’Abdelkébir Khatibi: Enjeux poétiques et identitaires. (google books) Editions L’Harmattan, Paris 2014. ISBN 978-2-336-35586-3
- Lahoucine El Merabet: Abdelkébir Khatibi: La sensibilité pensante à l’oeuvre dans Le livre du sang. (google books) Editions L’Harmattan, Paris 2018, ISBN 978-2-14-009409-5